# Angus Sutherland
Pour les articles homonymes, voir Sutherland.
Angus Redford Sutherland est un acteur et producteur de cinéma et de télévision américano-canadien né le 3 septembre 1982 à Los Angeles (Californie).

## Biographie
Angus Sutherland fait partie de la famille Sutherland reconnue dans le milieu du cinéma. Il est le plus jeune fils du couple d'acteurs Donald Sutherland et Francine Racette. Il est aussi le plus jeune frère des acteurs Roeg et Rossif Sutherland et le demi-frère des acteurs Kiefer Sutherland et sa sœur jumelle Rachel.